# Ристоро
Ристоро д’Арецо или Ресторо (на италиански: Restoro d'Arezzo) e бил италиански монах и учен живял през 13 век в Арецо. Автор е на най-стария научен текст на италиански език. По това време почти всички академични текстове са били на латински.
Главния му труд, публикувана около 1282, е „От какво е съставен светът“ или на италиански: Composizione del Mondo. Тя съдържа главно обобщение на познания от древногръцки и арабски източници , но добавя и нови теории за структурата на Земята и космоса.